# Catastrophe de Nsam
La catastrophe de Nsam désigne un incendie conséquent à un accident ferroviaire survenu le 14 février 1998 à Nsam, dans la banlieue sud de Yaoundé, au Cameroun. Deux wagons-citernes de la société camerounaise des dépôts pétroliers (SCDP) en provenance de Douala déraillent, au début de la journée. La population commence à affluer autour du convoi pour récupérer l'essence, mais un incendie déclenché probablement par un mégot de cigarette se déclare en début d'après-midi brûlant vif ou blessant grièvement de nombreuses personnes,,. Le bilan officiel est de 235 morts.